# Spelaeophryne methneri
Spelaeophryne methneri is een kikker uit de familie blaasoppies (Brevicipitidae). Het is de enige soort uit het geslacht Spelaeophryne. De soort werd voor het eerst wetenschappelijk beschreven door Ahl in 1924.
Spelaeophryne methneri is endemisch in Tanzania, en komt mogelijk voor in Malawi. De kikker is zowel in lager als hoger gelegen beboste gebieden te vinden, de verspreiding van de soort is niet precies bekend, wat waarschijnlijk te maken heeft met de verborgen levenswijze. De kikker is bodembewonend en leeft in vochtige omgevingen.
Balebreviceps · 
Breviceps · 
Callulina · 
Probreviceps · 
Spelaeophryne